# Grande Prêmio da Malásia de 2015 (MotoGP)
O Grande Prêmio da MotoGP da Malásia de 2015 ocorreu em 25 de outubro.

## Resultados

### Classificação MotoGP
| Pos | Piloto           | Equipe                      | Moto           | Tempo     | Pontos |
| --- | ---------------- | --------------------------- | -------------- | --------- | ------ |
| 1   | Dani Pedrosa     | Repsol Honda Team           | Honda          | 40'37.691 | 25     |
| 2   | Jorge Lorenzo    | Movistar Yamaha MotoGP      | Yamaha         | +3.612    | 20     |
| 3   | Valentino Rossi  | Movistar Yamaha MotoGP      | Yamaha         | +13.724   | 16     |
| 4   | Bradley Smith    | Monster Yamaha Tech 3       | Yamaha         | +23.995   | 13     |
| 5   | Cal Crutchlow    | LCR Honda                   | Honda          | +28.721   | 11     |
| 6   | Danilo Petrucci  | Octo Pramac Racing          | Ducati         | +36.372   | 10     |
| 7   | Aleix Espargaro  | Team SUZUKI ECSTAR          | Suzuki         | +39.290   | 9      |
| 8   | Maverick Viñales | Team SUZUKI ECSTAR          | Suzuki         | +39.436   | 8      |
| 9   | Pol Espargaro    | Monster Yamaha Tech 3       | Yamaha         | +42.462   | 7      |
| 10  | Stefan Bradl     | Aprilia Racing Team Gresini | Aprilia        | +44.601   | 6      |
| 11  | Scott Redding    | EG 0,0 Marc VDS             | Honda          | +47.690   | 5      |
| 12  | Yonny Hernandez  | Octo Pramac Racing          | Ducati         | +52.112   | 4      |
| 13  | Hector Barbera   | Avintia Racing              | Ducati         | +52.360   | 3      |
| 14  | Toni Elias       | Forward Racing              | Yamaha Forward | +53.619   | 2      |
| 15  | Alvaro Bautista  | Aprilia Racing Team Gresini | Aprilia        | +53.631   | 1      |
| 16  | Nicky Hayden     | Aspar MotoGP Team           | Honda          | +1'01.431 | 0      |
| 17  | Jack Miller      | LCR Honda                   | Honda          | +1'02.828 | 0      |
| 18  | Mike Di Meglio   | Avintia Racing              | Ducati         | +1'05.075 | 0      |
| 19  | Eugene Laverty   | Aspar MotoGP Team           | Honda          | +1'09.877 | 0      |
| 20  | Anthony West     | AB Motoracing               | Honda          | +1'24.749 | 0      |

### Classificação Moto2
| Pos | Piloto              | Equipe                         | Moto     | Tempo     | Pontos |
| --- | ------------------- | ------------------------------ | -------- | --------- | ------ |
| 1   | Johann Zarco        | Ajo Motorsport                 | Kalex    | 40'37.772 | 25     |
| 2   | Thomas Luthi        | Derendinger Racing Interwetten | Kalex    | +0.598    | 20     |
| 3   | Jonas Folger        | AGR Team                       | Kalex    | +9.846    | 16     |
| 4   | Takaaki Nakagami    | IDEMITSU Honda Team Asia       | Kalex    | +14.139   | 13     |
| 5   | Lorenzo Baldassarri | Forward Racing                 | Kalex    | +16.440   | 11     |
| 6   | Luis Salom          | Paginas Amarillas HP 40        | Kalex    | +22.294   | 10     |
| 7   | Sandro Cortese      | Dynavolt Intact GP             | Kalex    | +22.708   | 9      |
| 8   | Hafizh Syahrin      | Petronas Raceline Malaysia     | Kalex    | +26.685   | 8      |
| 9   | Simone Corsi        | Forward Racing                 | Kalex    | +28.556   | 7      |
| 10  | Xavier Simeon       | Federal Oil Gresini Moto2      | Kalex    | +30.081   | 6      |
| 11  | Axel Pons           | AGR Team                       | Kalex    | +30.873   | 5      |
| 12  | Mika Kallio         | QMMF Racing Team               | Speed Up | +31.787   | 4      |
| 13  | Sam Lowes           | Speed Up Racing                | Speed Up | +33.844   | 3      |
| 14  | Ricard Cardus       | JPMoto Malaysia                | Suter    | +33.886   | 2      |
| 15  | Franco Morbidelli   | Italtrans Racing Team          | Kalex    | +38.087   | 1      |
| 16  | Azlan Shah          | IDEMITSU Honda Team Asia       | Kalex    | +41.612   | 0      |
| 17  | Randy Krummenacher  | JIR Racing Team                | Kalex    | +42.239   | 0      |
| 18  | Louis Rossi         | Tasca Racing Scuderia Moto2    | Tech 3   | +44.576   | 0      |
| 19  | Robin Mulhauser     | Technomag Racing Interwetten   | Kalex    | +46.312   | 0      |
| 20  | Edgar Pons          | Italtrans Racing Team          | Kalex    | +49.357   | 0      |
| 21  | Jesko Raffin        | sports-millions-EMWE-SAG       | Kalex    | +56.476   | 0      |
| 22  | Xavi Vierge         | Tech 3                         | Tech 3   | +1'17.119 | 0      |
| 23  | Joshua Hook         | Technomag Racing Interwetten   | Kalex    | +1'18.343 | 0      |
| 24  | Ramdan Rosli        | Petronas AHM Malaysia          | Kalex    | +1'18.534 | 0      |
| 25  | Julian Simon        | QMMF Racing Team               | Speed Up | +1'20.599 | 0      |
| 26  | Florian Alt         | E-Motion IodaRacing Team       | Suter    | +1'37.028 | 0      |
| 27  | Thitipong Warokorn  | APH PTT The Pizza SAG          | Kalex    | +1'51.965 | 0      |

### Classificação Moto3
| Pos | Piloto              | Equipe                     | Moto      | Tempo     | Pontos |
| --- | ------------------- | -------------------------- | --------- | --------- | ------ |
| 1   | Miguel Oliveira     | Red Bull KTM Ajo           | KTM       | 40'33.277 | 25     |
| 2   | Brad Binder         | Red Bull KTM Ajo           | KTM       | +0.089    | 20     |
| 3   | Jorge Navarro       | Estrella Galicia 0,0       | Honda     | +0.273    | 16     |
| 4   | Niccolò Antonelli   | Ongetta-Rivacold           | Honda     | +0.305    | 13     |
| 5   | Romano Fenati       | SKY Racing Team VR46       | KTM       | +0.416    | 11     |
| 6   | Jakub Kornfeil      | Drive M7 SIC               | KTM       | +0.530    | 10     |
| 7   | Danny Kent          | Leopard Racing             | Honda     | +0.590    | 9      |
| 8   | Enea Bastianini     | Gresini Racing Team Moto3  | Honda     | +4.004    | 8      |
| 9   | Alexis Masbou       | SAXOPRINT RTG              | Honda     | +6.990    | 7      |
| 10  | John Mcphee         | SAXOPRINT RTG              | Honda     | +10.030   | 6      |
| 11  | Jules Danilo        | Ongetta-Rivacold           | Honda     | +16.128   | 5      |
| 12  | Jorge Martin        | MAPFRE Team MAHINDRA       | Mahindra  | +18.995   | 4      |
| 13  | Stefano Manzi       | San Carlo Team Italia      | Mahindra  | +18.999   | 3      |
| 14  | Isaac Viñales       | RBA Racing Team            | KTM       | +19.129   | 2      |
| 15  | Philipp Oettl       | Schedl GP Racing           | KTM       | +19.153   | 1      |
| 16  | Lorenzo Dalla Porta | Husqvarna Factory Laglisse | Husqvarna | +19.592   | 0      |
| 17  | Francesco Bagnaia   | MAPFRE Team MAHINDRA       | Mahindra  | +32.053   | 0      |
| 18  | Maria Herrera       | Husqvarna Factory Laglisse | Husqvarna | +32.882   | 0      |
| 19  | Livio Loi           | RW Racing GP               | Honda     | +32.924   | 0      |
| 20  | Juanfran Guevara    | MAPFRE Team MAHINDRA       | Mahindra  | +33.307   | 0      |
| 21  | Tatsuki Suzuki      | CIP                        | Mahindra  | +34.453   | 0      |
| 22  | Remy Gardner        | CIP                        | Mahindra  | +55.705   | 0      |
| 23  | Ana Carrasco        | RBA Racing Team            | KTM       | +57.562   | 0      |
| 24  | Andrea Migno        | SKY Racing Team VR46       | KTM       | +1'46.290 | 0      |
| 25  | Gabriel Rodrigo     | RBA Racing Team            | KTM       | 1 volta   | 0      |